# Isole Nimrod

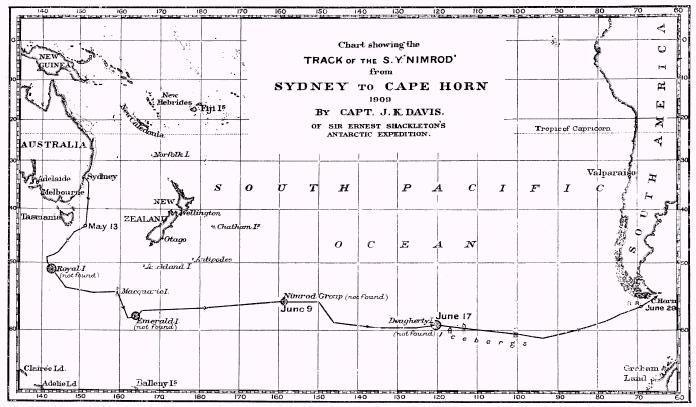
Il viaggio della Nimrod alla ricerca di isole perdute nel sud del Pacifico.

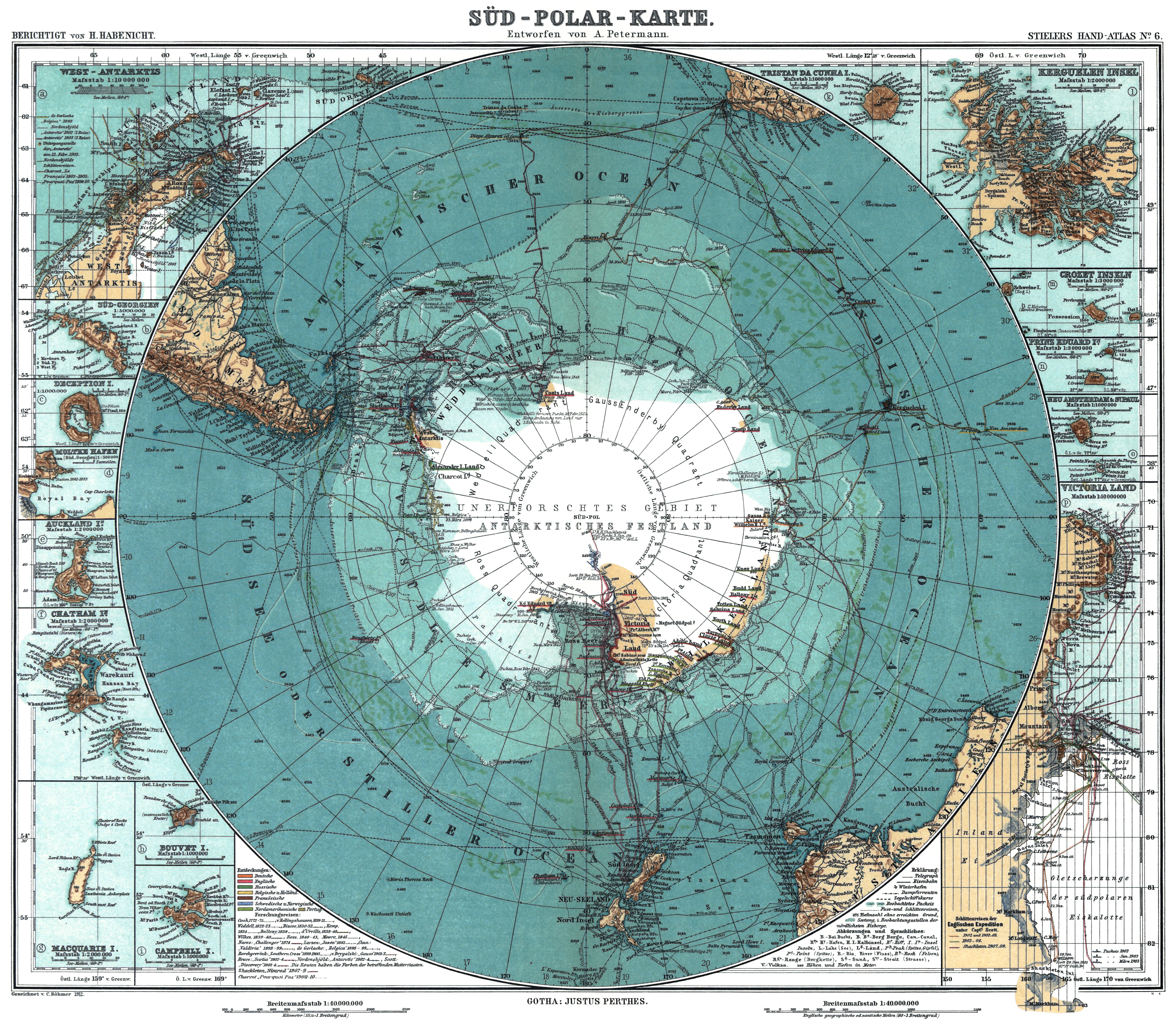
Mappa tedesca del 1912 con riportato il Nimrod Gruppe.

Le isole Nimrod erano un gruppo di isole registrate per la prima volta nel 1828 dal capitano Eilbeck della nave Nimrod mentre era in navigazione da Port Jackson attorno a Capo Horn. La loro posizione venne segnalata ad est dell'isola Emerald e ad ovest dell'isola di Dougherty, a circa 56°S 158°W. Attualmente sono considerate isole fantasma.
Nel 1831 l'esploratore John Biscoe, a bordo del bricco Tula, cercò il gruppo delle Nimrod durante la «spedizione nell'oceano australe», senza riuscirvi. John King Davis, navigando a bordo di un'altra Nimrod, pattugliò l'area nel giugno del 1909 durante la famosa «spedizione Nimrod» di Shackleton in Antartide, e lo stesso fece la nave norvegese Norvegia guidata da Lars Christensen nel 1930: entrambe le spedizioni trovarono solamente oceano aperto. Il capitano J. P. Ault della nave per i rilevamenti magnetici Carnegie cercò di raggiungere la loro presunta posizione nel dicembre del 1915, ma dovette rinunciare a causa delle avverse condizioni atmosferiche.